# Museo della figurina
Il museo della figurina è un museo dedicato alla figurina. Inaugurato il 15 dicembre 2006, è situato all'interno di Palazzo Santa Margherita, a Modena.

## Storia
Il museo della figurina è nato per volontà e passione collezionistica di Giuseppe Panini, fondatore delle Edizioni Panini e ideatore del rinnovamento della figurina in senso moderno, che volle avvalorare il proprio prodotto attraverso una storia della piccola stampa raccogliendo, sin dagli inizi della sua attività imprenditoriale, centinaia di migliaia di piccole stampe provenienti da tutto il mondo, affini alla figurina per tecnica o funzione. La collezione si ampliò a tal punto da diventare, nel 1986, un museo sito all'interno della ditta stessa. Nel 1992 Giuseppe Panini decise, in accordo con l'azienda e il Comune di Modena, di donare la raccolta, divenuta una delle più importanti del mondo, alla sua città, eletta capitale mondiale della figurina, e quindi sede naturale di un museo che ne potesse documentare le origini e lo sviluppo fino ad arrivare alle più moderne tecniche di produzione. Negli anni a seguire l'attività del museo si concentrò sulla catalogazione della raccolta, costituita da circa 500.000 esemplari, sul suo ampliamento e sulla sua divulgazione attraverso pubblicazioni e mostre tematiche.

## Le sale
L'allestimento comprende una sezione permanente suddivisa nelle seguenti aree principali:
- Gli antecedenti: i temi iconografici ricorrenti;
- La cromolitografia: l'avvento della stampa cromolitografica e il percorso dal bozzetto alla figurina;
- La nascita e la diffusione: dagli albori della figurina nella seconda metà dell'Ottocento in Francia sino ai concorsi a premi in Italia negli anni Trenta del XX secolo;
- La Liebig: la collezione di figurine più famosa del mondo;
- Non solo figurine: calendari da barbiere, cigarette cards, segnaposto, menu, bolli chiudilettera, etichette d'albergo e altre collezioni minori;
- La figurina moderna: le figurine dedicate al mondo dello sport, in particolare al calcio, e la diffusione degli album nel secondo dopoguerra.

Il museo è allestito in un'ampia sala espositiva, nella quale si trovano sei armadi, corrispondenti a sei grandi album da sfogliare. Al loro interno è ripercorsa l'intera storia della figurina, dagli esordi alle più innovative tecniche di produzione. Ogni armadio corrisponde a un percorso preciso, scandito da stampe e oggetti originali, per un totale di 2.500 pezzi, che costituiscono parte del patrimonio del museo (circa 500.000 esemplari in tutto).
Oltre alle figurine vere e proprie, che rappresentano la parte principale della raccolta, nel Museo si possono ammirare altre preziose collezioni, che Giuseppe Panini aveva voluto per rappresentare l'intero mondo della piccola stampa a colori: cigarettes cards inglesi, fascette di sigari, scatole di fiammiferi, menu ed etichette d'hotel, carte da caramelle, calendarietti da barbiere, e ben 80.000 bolli chiudilettera.
Ai fini dell'esposizione, il Museo organizza solitamente delle mostre temporanee, che propongono un determinato tema.
Nel Museo sono presenti anche un laboratorio per attività didattiche e una biblioteca specializzata.